# Naissance en 1052
Naissance
- 1048
- 1049
- 1050
- 1051
- 1052
- 1053
- 1054
- 1055
- 1056

Cette page dresse une liste de personnalités nées au cours de l'année 1052 :
- 23 mai : Philippe Ier, roi des Francs.

- Agnès de Poitiers, ou Agnès du Poitou ou Agnès d'Aquitaine, princesse franque du Poitou.
- Jón Ögmundsson : premier évêque de Hólar en Islande.
- Salomon de Hongrie, roi de Hongrie.
- Thierry V de Hollande, comte de Hollande.
- Gleb Svyatoslavich (en), prince (en) de Tmoutarakan et de Novgorod.

date incertaine
- vers 1052 : 
  - Adélaïde de Savoie, aristocrate issue de la dynastie des Humbertiens.

- septembre ou octobre 1052 : Conrad II de Bavière, duc de Bavière.